# Coppa Italia di ciclismo 2014
La Coppa Italia – Campionato Italiano a Squadre 2014 è l'ottava edizione del circuito organizzato dalla Lega del Ciclismo Professionistico.
Il calendario è composto da tutte le prove italiane di classe HC e 1 incluse nel UCI Europe Tour 2014.
Oltre alla principale classifica a squadre, anche quest'anno sono previste una classifica individuale e una classifica giovani dedicata agli Under-25.
Vincendo la Coppa Italia, la Neri Sottoli si è aggiudicata il diritto di partecipare al Giro d'Italia 2015.

## Squadre
Le squadre che vi partecipano sono sette.
- Androni Giocattoli-Venezuela
- Bardiani-CSF
- Cannondale Pro Cycling
- Colombia

- Lampre-Merida
- MTN-Qhubeka
- Neri Sottoli

## Calendario
Gli organizzatori hanno inserito 19 prove.
| #  | Data         | Evento                                       | Cat. | Vincitore          | Squadra         | Leader della Cl. italiana | Squadra leader della Cl. italiana |
| -- | ------------ | -------------------------------------------- | ---- | ------------------ | --------------- | ------------------------- | --------------------------------- |
| 1  | 2 febbraio   | GP Costa degli Etruschi (2014)               | 1.1  | Simone Ponzi       | Neri Sottoli    | Simone Ponzi              | Neri Sottoli                      |
| 2  | 21 febbraio  | Trofeo Laigueglia (2014)                     | 1.1  | José Serpa         | Lampre-Merida   | Andrea Pasqualon          | Neri Sottoli                      |
| 3  | 6 marzo      | Gran Premio Città di Camaiore (2014)         | 1.1  | Diego Ulissi       | Lampre-Merida   | Diego Ulissi              | Lampre-Merida                     |
| 4  | 8 marzo      | Strade Bianche (2014)                        | 1.1  | Michał Kwiatkowski | Omega Pharma    | Diego Ulissi              | Lampre-Merida                     |
| 5  | 9 marzo      | Roma Maxima (2014)                           | 1.1  | Alejandro Valverde | Movistar        | Sonny Colbrelli           | Lampre-Merida                     |
| 6  | 20 marzo     | GP Nobili Rubinetterie (2014)                | 1.1  | Simone Ponzi       | Neri Sottoli    | Simone Ponzi              | Neri Sottoli                      |
| 7  | 26-30 marzo  | Settimana Coppi e Bartali (2014)             | 2.1  | Peter Kennaugh     | Team Sky        | Matteo Rabottini          | Neri Sottoli                      |
| 8  | 22-25 aprile | Giro del Trentino (2014)                     | 2.HC | Cadel Evans        | BMC Racing Team | Domenico Pozzovivo        | Neri Sottoli                      |
| 9  | 24 giugno    | Giro dell'Appennino (2014)                   | 1.1  | Sonny Colbrelli    | Bardiani-CSF    | Sonny Colbrelli           | Neri Sottoli                      |
| 10 | 26 luglio    | GP Industria e Artigianato (2014)            | 1.1  | Adam Yates         | Orica-GreenEDGE | Matteo Rabottini          | Neri Sottoli                      |
| 11 | 27 luglio    | Giro della Toscana (2014)                    | 1.1  | Pieter Weening     | Orica-GreenEDGE | Matteo Rabottini          | Neri Sottoli                      |
| 12 | 16 settembre | Coppa Bernocchi (2014)                       | 1.1  | Elia Viviani       | Cannondale      | Simone Ponzi              | Neri Sottoli                      |
| 13 | 17 settembre | Coppa Agostoni - Giro delle Brianze (2014)   | 1.1  | Niccolò Bonifazio  | Lampre-Merida   | Simone Ponzi              | Neri Sottoli                      |
| 14 | 18 settembre | Tre Valli Varesine (2014)                    | 1.HC | Michael Albasini   | Orica-GreenEDGE | Sonny Colbrelli           | Neri Sottoli                      |
| 15 | 20 settembre | Memorial Marco Pantani (2014)                | 1.1  | Sonny Colbrelli    | Bardiani-CSF    | Sonny Colbrelli           | Neri Sottoli                      |
| 16 | 1 ottobre    | Milano-Torino (2014)                         | 1.HC | Giampaolo Caruso   | Team Katusha    | Sonny Colbrelli           | Neri Sottoli                      |
| 17 | 9 ottobre    | GP Città di Peccioli - Coppa Sabatini (2014) | 1.1  | Sonny Colbrelli    | Bardiani-CSF    | Sonny Colbrelli           | Neri Sottoli                      |
| 18 | 11 ottobre   | Giro dell'Emilia (2014)                      | 1.HC | Davide Rebellin    | CCC-Polsat      | Sonny Colbrelli           | Neri Sottoli                      |
| 19 | 12 ottobre   | GP Bruno Beghelli (2014)                     | 1.HC | Valerio Conti      | Lampre-Merida   | Sonny Colbrelli           | Neri Sottoli                      |

## Classifiche
Risultati finali.
| Pos. | Corridore           | Squadra      | Punti |
| ---- | ------------------- | ------------ | ----- |
| 1    | Sonny Colbrelli     | Bardiani     | 245   |
| 2    | Simone Ponzi        | Neri Sottoli | 180   |
| 3    | Mauro Finetto       | Neri Sottoli | 165   |
| 4    | Franco Pellizotti   | Androni Gio. | 152   |
| 5    | Davide Rebellin     | CCC-Polsat   | 142   |
| 6    | Francesco Bongiorno | Bardiani     | 125   |
| 7    | Matteo Rabottini    | Neri Sottoli | 121   |
| 8    | Domenico Pozzovivo  | AG2R         | 113   |
| 9    | Andrea Pasqualon    | Area Zero    | 111   |
| 10   | Antonio Parrinello  | Androni Gio. | 106   |

| Pos. | Corridore Under-25  | Squadra      | Punti |
| ---- | ------------------- | ------------ | ----- |
| 1    | Sonny Colbrelli     | Bardiani     | 245   |
| 2    | Francesco Bongiorno | Bardiani     | 125   |
| 3    | Niccolò Bonifazio   | Lampre-Mer.  | 81    |
| 4    | Fabio Aru           | Astana       | 80    |
| 5    | Louis Meintjes      | MTN-Qhub.    | 67    |
| 6    | Valerio Conti       | Lampre Mer.  | 65    |
| 7    | Davide Formolo      | Cannondale   | 65    |
| 8    | Davide Villella     | Cannondale   | 63    |
| 9    | Gianfranco Zilioli  | Androni Gio. | 50    |
| 10   | Peter Sagan         | Cannondale   | 47    |

| Pos. | Squadra                      | Punti |
| ---- | ---------------------------- | ----- |
| 1    | Neri Sottoli                 | 576   |
| 2    | Bardiani-CSF                 | 575   |
| 3    | Lampre-Merida                | 460   |
| 4    | Androni Giocattoli-Venezuela | 442   |
| 5    | Colombia                     | 322   |
| 6    | Cannondale Pro Cycling       | 317   |
| 7    | MTN-Qhubeka                  | 231   |